# フランシスコ・エンリケス

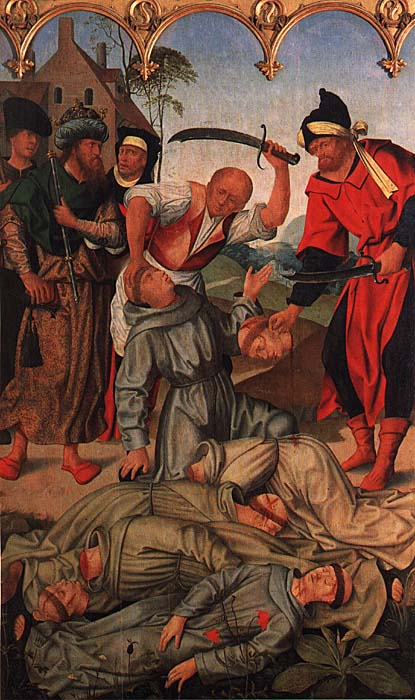
「モロッコの殉教」(1508年)、フランシスコ・エンリケス画。エヴォラのサン・フランシスコ教会の祭壇画。現在国立古美術館所蔵

フランシスコ・エンリケス （Francisco Henriques, 生年不詳 - 1518年）は、フランドル出身で16世紀初頭にポルトガルで活躍した画家。
フランシスコ・エンリケスは、1500年前後にヘラルト・ダヴィトの門弟であったブルッヘからポルトガルへやってきた。彼のポルトガルでの最初の仕事は、ヴィゼウ大聖堂（1501年から1506年。現在大聖堂はグラォン・ヴァスコ美術館となっている）の祭壇画を描くものであり、画房にはヴァスコ・フェルナンデスもいた。
彼の次の重要な仕事は、エヴォラのサン・フランシスコ教会の主礼拝堂のために、巨大なポリプティク（4枚もしくはそれ以上に分割された祭壇画の枠）を描くことだった（1503年-1508年）。同じ教会で祭壇画を1509年から1511年に描いている。これらの絵は、リスボンの国立古美術館やエヴォラ美術館、アルピアルサのドス・パトゥドス美術館の所蔵となっている。
1518年まで、クリストヴァォン・デ・フィゲイレドとともに働いていたが、大流行した黒死病にかかり急死した。